# Horace and Pete
Horace and Pete é uma websérie americana de comédia dramática criada por Louis C.K., na qual o mesmo estréia juntamente com Steve Buscemi onde interpretam Horace e Pete, coproprietários de um bar, Horace and Pete's. O primeiro episódio foi lançado em 30 de Janeiro de 2016, no site do comediante, sem nenhuma prévia divulgacão.
1. ↑  D'Orazio, Dante (30 de janeiro de 2016). «Louis C.K. surprises fans with new show Horace and Pete, co-starring Steve Buscemi». The Verge. Consultado em 30 de janeiro de 2016
2. ↑  «Louis C.K. Surprises Fans With 'Horace and Pete' Web Series Co-Starring Steve Buscemi». Variety. 30 de janeiro de 2016. Consultado em 30 de janeiro de 2016